# Cecilia Vasa

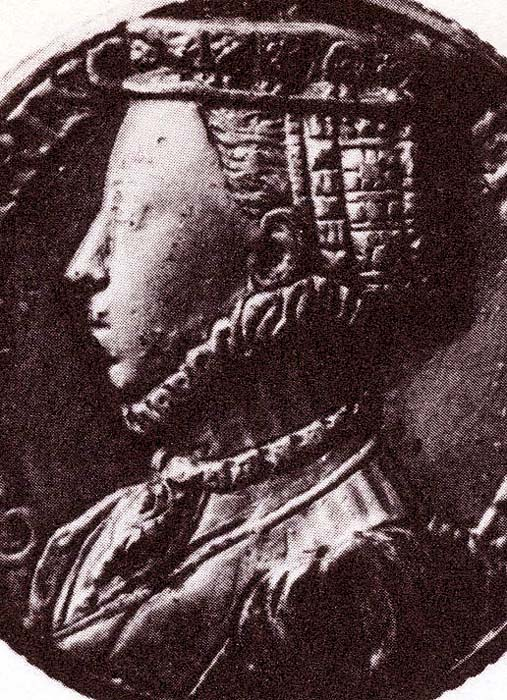
Cecilia Vasa.

Cecilia Vasa (en sueco, Cecilia Gustavsdotter Vasa; Estocolmo, 6 de noviembre de 1540-Bruselas, 27 de enero de 1627) fue una princesa sueca, hija del rey Gustavo I de Suecia y de su segunda esposa, Margarita Leijonhufvud. Fue margravina de Baden-Rodemachern por su matrimonio con Cristóbal II de Baden-Rodemachern.

## Biografía
Cecilia se vio involucrada en 1559 en el llamado escándalo de Vadstena, de tipo sexual, durante la estancia de su hermana Catalina y el esposo de ésta en Vadstena. Por un lacayo del castillo se supo que Juan, el cuñado de Catalina, trepó hasta la ventana de Cecilia. La noche siguiente, el duque Erico, el hermano mayor de las princesas, ordenó vigilar y logró sorprender a Juan y a Cecilia en clara actitud erótica. Erico ordenó encarcelar a Juan durante nueve meses.
En 1564 se casó con el margrave Cristóbal II de Baden-Rodemachern. Recibió de herencia la ciudad sueca de Arboga, y frecuentemente se hacía nombrar condesa de Arboga. El matrimonio visitó Inglaterra en 1565 con el fin de tratar de convencer a la reina Isabel I de casarse con Erico, el hermano mayor de Cecilia.
Durante buena parte de la década de 1570, Cecilia permaneció en Suecia, donde intentaría cobrar su dote y además se convertiría al catolicismo. Mientras tanto, su esposo falleció en 1575.
En 1588, su hijo mayor asumió como margrave, y Cecilia se dedicó a una vida de despilfarro, que incluía una intensa actividad social y frecuentes viajes.
Falleció en la ciudad de Bruselas en 1627, a la edad de 86 años.
Sobre Cecilia Vasa se originó un desafortunado rumor en los Países Bajos sobre su presunta actividad de prostitución en la ciudad de Amberes. 

## Descendencia
Cecilia tuvo seis hijos de su matrimonio con Cristóbal II de Baden-Rodemachern, todos varones:
1. Eduardo Fortunato (1565-1600), margrave de Baden Rodemachern y de Baden-Baden.
2. Cristóbal Gustavo (1566-1609).
3. Felipe (1567-1620).
4. Carlos (1569-1590).
5. Bernardo (1570-1571).
6. Juan Carlos (1572-1599), caballero de la Orden de Malta.